# Khu du lịch Kênh Gà – Vân Trình

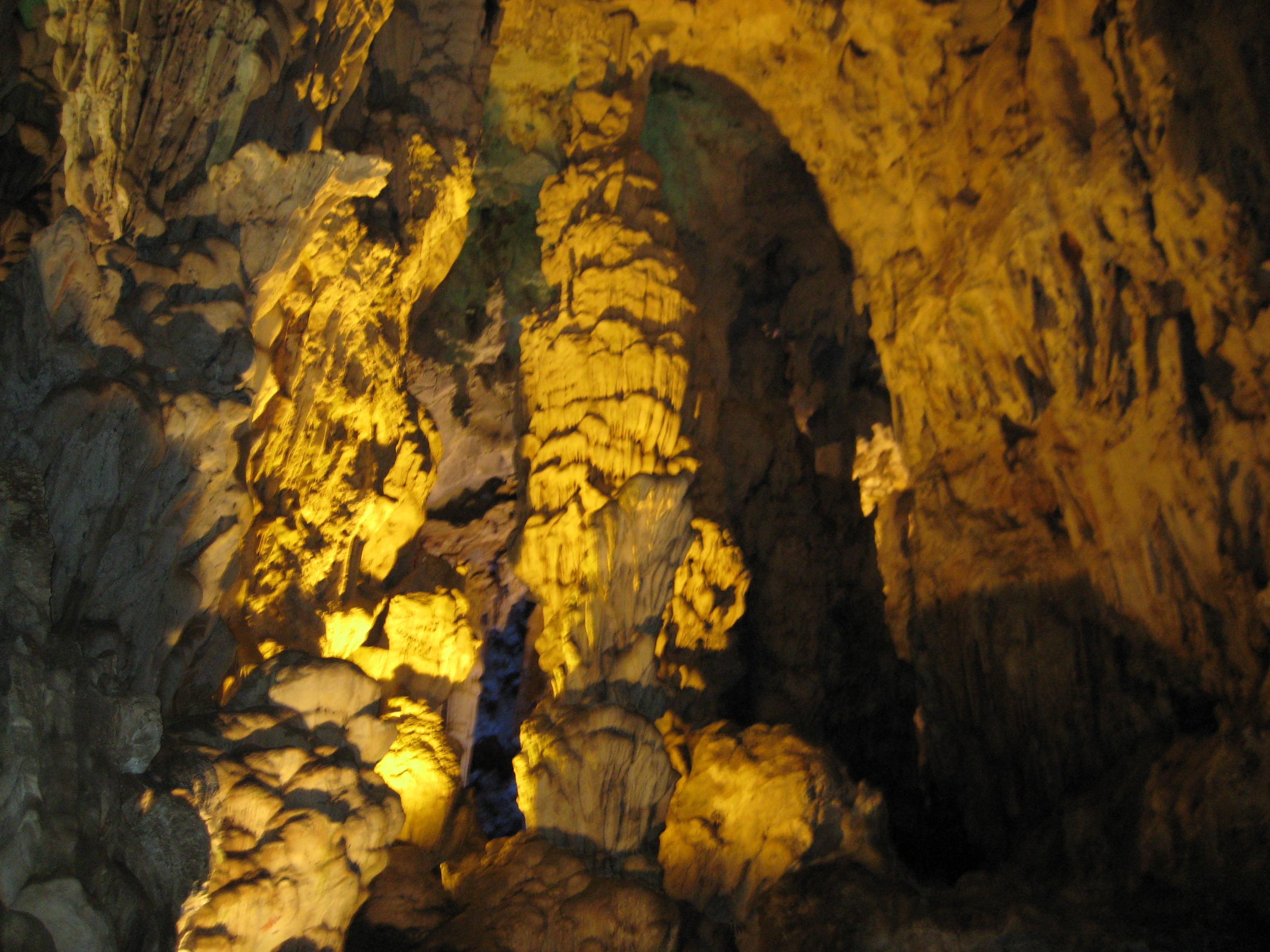
Bên thắng cảnh động Vân Trình

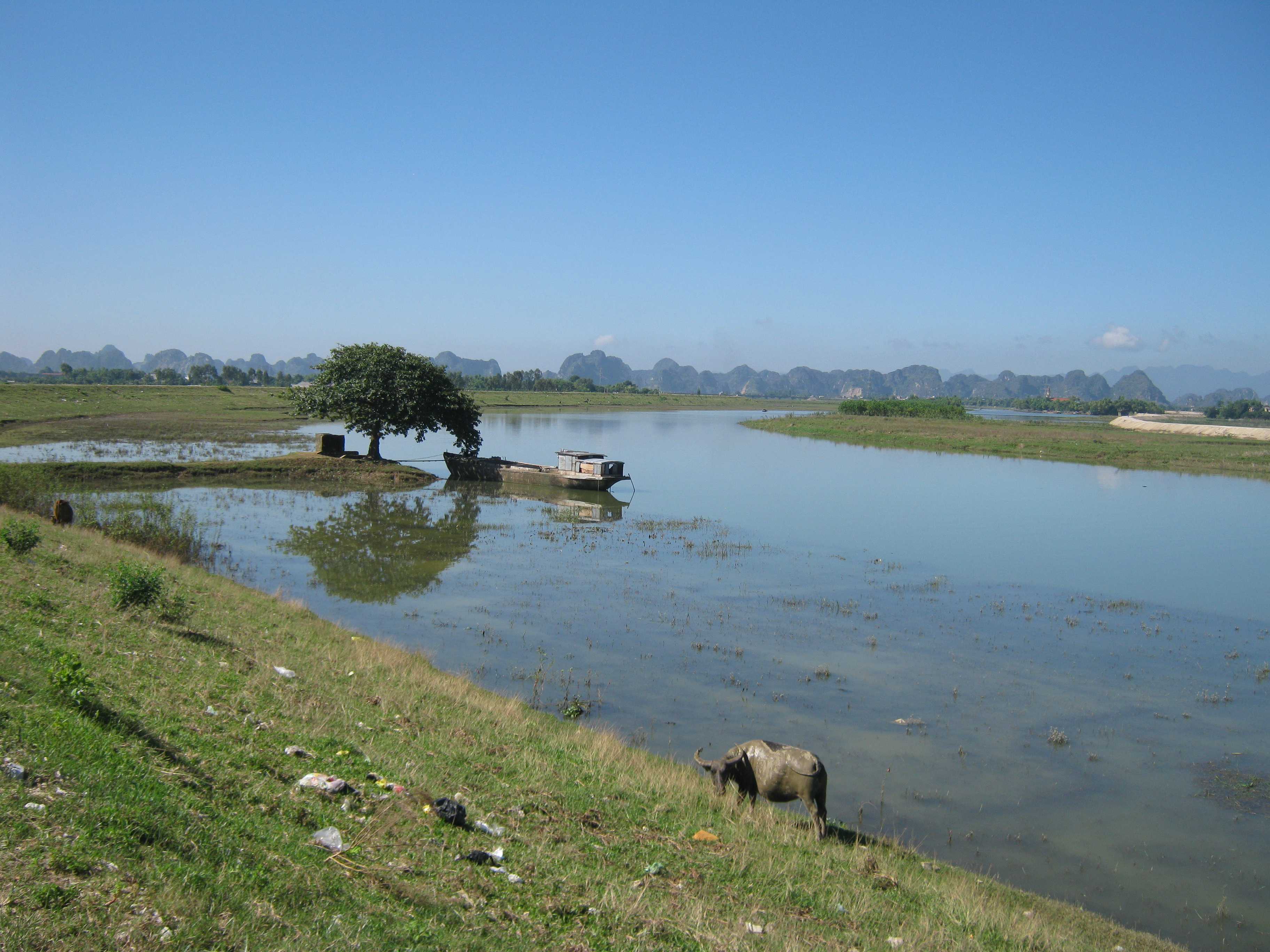
Khung cảnh vùng phân lũ Hoàng Long

Khu du lịch Kênh Gà - Vân Trình là một trong những khu du lịch lớn nhất ở Ninh Bình với quy mô đầu tư lên tới 30.000 tỷ đồng và được quy hoạch xây dựng thành khu du lịch quốc gia. Khu du lịch này nằm ở vùng phân lũ sông Hoàng Long, giáp ranh giới giữa 2 huyện Gia Viễn và Nho Quan được hình thành trên cơ sở đầu tư và kết nối 2 điểm du lịch thiên nhiên nổi tiếng là suối nước nóng Kênh Gà và động Vân Trình 20°17′56″B 105°47′37″Đ / 20,298889°B 105,793611°Đ.
Vùng sinh thái tự nhiên này có địa hình karst cổ đặc trưng với sự hòa quyện giữa cảnh quan thiên nhiên sông, núi, hồ đầm và cánh đồng. Kênh Gà - Vân Trình có nhiều thuận lợi để phát triển du lịch đa dạng sản phẩm cạnh tranh với thị trường trong nước và khu vực, đem lại những lợi ích thiết thực trong sự phát triển chung của tỉnh du lịch Ninh Bình.

## Tổng quan

### Vị trí
Khu du lịch Kênh Gà - Vân Trình trải dài bên hai bờ hạ lưu sông Lạng và đầu nguồn sông Hoàng Long, qua 4 xã Lạc Vân, Thượng Hòa, Đức Long, Gia Tường của huyện Nho Quan, thị trấn Thịnh Vượng và xã Gia Lạc của huyện Gia Viễn.
Từ thành phố Hoa Lư đến điểm gần nhất thuộc xã Gia Lạc là 20km (theo quốc lộ 38B, đê hữu Hoàng Long), điểm xa nhất thuộc xã Lạc Vân là 29km (theo quốc lộ 37C). Từ Hà Nội đến Khu du lịch Kênh Gà - Vân Trình dài 90 - 94 km. Khu du lịch nằm rất gần các quốc lộ 37C, 38B, 12B.

### Tài nguyên du lịch
Khu du lịch Kênh Gà - Vân Trình được xây dựng trên vùng chiêm trũng núi ngập nước đặc biệt khó khăn của tỉnh Ninh Bình, nhiều năm liền là ô trũng Nho Quan dành cho phân lũ nên khung cảnh thiên nhiên khá hoang sơ và tươi đẹp.
Trong vùng có nhiều danh lam thắng cảnh như: động Nham Hao, động Vân Trình, hang Luồn 20°18′51″B 105°46′59″Đ / 20,314042°B 105,783144°Đ, núi Hang Bụt, núi Hang Toàn, núi Cổ Ngựa, Chùa Lạc Khoái, Chùa Liên Huy, Chùa Phúc Hưng, đền Tò Vò, Nhà thờ Kênh Gà. Vùng này còn nổi tiếng với đặc sản mắm tép Gia Viễn và Khoai lang Hoàng Long.
Vùng du lịch Kênh Gà - Vân Trình nằm ở trọng tâm của tam giác du lịch Tràng An - Vân Long - Cúc Phương, nhưng có mật độ núi thưa nhạt hơn với độ cao thấp hơn, có ưu thế phát triển loại hình du lịch thể thao, nghỉ dưỡng và giải trí và rất gần sân bay Tràng An đang được chuẩn bị đầu tư xây dựng.
Theo Quy hoạch du lịch Ninh Bình thì khu du lịch Kênh Gà - Vân Trình được xây dựng thành khu du lịch quốc gia, cùng với Khu du lịch Tràng An là 2 trọng điểm du lịch của Ninh Bình

### Dự án đầu tư
Tổng diện tích theo quyết định phê duyệt quy hoạch năm 2021 của dự án 1.984 ha, trong đó phía Bắc tiếp giáp đất nông nghiệp, khu dân cư xã Gia Tường hiện có và ĐT 477; phía Nam giáp đê hữu sông Hoàng Long, đất nông nghiệp, khu dân cư các xã Gia Lạc, Gia Minh và Thượng Hòa; phía Đông giáp sông Hoàng Long, sông Bôi và thị trấn Thịnh Vượng; phía Tây giáp sông Hoàng Long, khu dân cư và đất nông nghiệp xã Lạc Vân.
Với tổng mức đầu tư trên 30.000 tỷ đồng. Dự kiến, dự án du lịch Kênh Gà – Vân Trình sẽ phức hợp nhiều hạng mục như: Khu hồ nước trung tâm; kế cận hồ nước trung tâm là hệ thống các sân golf, công trình nghỉ dưỡng, khách sạn; kết nối với các điểm du lịch vệ tinh hiện tại như suối nước nóng Kênh Gà, động Vân Trình… Mục tiêu của dự án sẽ xây dựng vùng ngập nước suối Kênh Gà – động Vân Trình thành khu du lịch lớn, có cảnh quan và công trình kiến trúc nhân tạo đạt giá trị đặc biệt, với hệ thống hạ tầng dịch vụ hiện đại, đa dạng các sản phẩm dịch vụ.
Mục tiêu của dự án là đến năm 2025 sẽ đưa vào sử dụng Tổ hợp nghỉ dưỡng và bảo tồn thiên nhiên đạt tiêu chuẩn EU và lớn nhất Việt Nam, trong đó có dự án sân golf 72 lỗ kết hợp khu nghỉ dưỡng, resort, khách sạn 5 sao, nhà hàng … với tổng diện tích 1.400 ha tại Khu du lịch Kênh Gà -Vân Trình.
Khu du lịch Kênh Gà - Vân Trình được chia thành 6 khu, cụ thể: khu phức hợp thể thao nghỉ dưỡng phía Nam giáp đê sông Hoàng Long; khu công viên, mua sắm, nhà hàng và các thắng cảnh phía Tây Nam; khu công viên nước phía Bắc sông Hoàng Long; khu lòng hồ được tạo bởi sông Hoàng Long và hệ thống núi, các khu nghỉ dưỡng ven hồ nằm tại khu vực chân núi phía Đông và Đông Nam; khu nông trại phía Đông Bắc và khu phức hợp thể thao nghỉ dưỡng phía Tây giáp sông Hoàng Long.

## Các điểm du lịch tự nhiên

### Suối khoáng nóng Kênh Gà

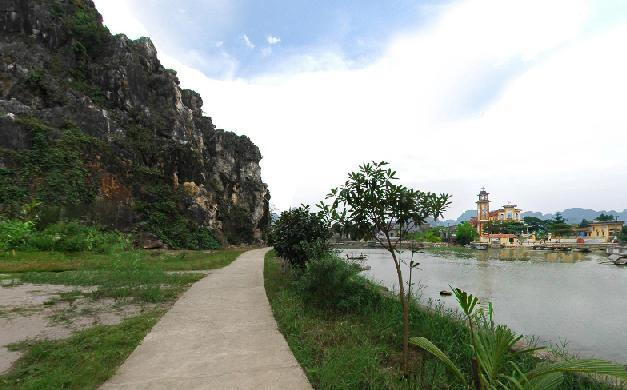
Đường vào khu lịch Kênh Gà - Vân Trình.

Suối nước nóng Kênh Gà thuộc thôn Kênh Gà - Thịnh Vượng - Gia Viễn. Suối chảy ra từ lòng một quả núi nằm trên làng nổi Kênh Gà và đổ vào nhánh sông Hoàng Long. Đây là một suối nước khoáng nổi tiếng, đã được Trung tâm sách kỷ lục Việt Nam đưa vào Top 5 khu du lịch suối nước nóng thu hút khách nhất ở Việt Nam.
Nước suối Kênh Gà có hàm lượng cao các muối natriclorua, kaliclorua, canxiclorua, magieclorua và muối bicacbonat. Nước trong suối không màu, không mùi, vị hơi chát. Nước có nhiệt độ ổn định là 53 °C. suối nước nóng Kênh Gà đã được đầu tư và đưa vào khai thác du lịch.

### Làng nổi Kênh Gà
Ngã ba Kênh Gà là nơi hợp lưu giữa sông Bôi và sông Lạng vào sông Hoàng Long, nơi đây được gọi là Vọng Ấm vì thời tiết luôn luôn ấm, nơi quần tụ của nhiều loài cá và sinh vật dưới nước. Tại đây đã hình thành một làng chài tên gọi Kênh Gà.
Để đến với suối Kênh Gà, du khách phải đi thuyền qua các nhánh sông Hoàng Long vào làng nổi Kênh Gà. Đây là một làng quê hẻo lánh trong khu vực đá vôi vùng chiêm trũng Gia Viễn, Ninh Bình. Làng được bao bọc bởi hệ thống sông Hoàng Long.
Nghề nông ở làng Kênh Gà cũng như các làng kế cận khác thuộc vùng đồng chiêm trũng chỉ có một vụ. Nhưng do ruộng đồng nằm ngoài đê sông Hoàng Long nên phụ thuộc hoàn toàn vào thiên nhiên. Khi mùa nước lũ về sớm thì toàn bộ vụ chiêm có thể bị mất trắng. Mùa mưa lũ về cũng là thời điểm sôi động mùa đánh bắt trên sông. Cư dân làng Kênh Gà trú ngụ nằm rải dưới dãy núi từ Đầu Cóc xuống ngã ba sông Kênh Gà. Làng Kênh Gà bao gồm các xóm: xóm Lò, xóm Đá Bia, xóm Vườn Dâu, xóm Kênh Gà và xóm Lỗ Sôi. Tổng dân số làng Kênh Gà gần 3000 người, do cuộc sống sinh nhai nên dân cư không ở thành cụm, mà các nhà dân nằm rải rác khắp trên bãi bồi sông Hoàng Long, có những nhà dân nằm ở vùng đất của địa phương khác như xóm Vườn Dâu đất thuộc xã Gia Phú; Xóm Lò, Đá Bia là vùng đất của xã Đức Long, huyện Nho Quan; cuối làng Kênh Gà là vùng đất xã Gia Minh. Làng Kênh Gà vẫn chỉ là dân ngụ cư ở các vùng các xã.
Làng Kênh Gà có lợi thế là trên bến dưới thuyền, dân làng rất thạo sông nước hoặc điều khiển những con thuyền nhỏ, rất phù hợp với du lịch sinh thái. Tương truyền tên gọi là Kênh Gà là do trên ngọn núi ở đây có hòn đá nhô lên cao hình con gà trống. Làng nổi Kênh Gà được bao bọc bởi các con sông uốn lượn tạo thành 2 ngã ba gần nhau cách nhau khoảng gần 300m là ngã 3 Vườn dâu và ngã 3 Kênh Gà. Vùng ngoài đê sông Hoàng Long là vùng sinh thái. Mùa mưa nơi đây giống như một vùng đầm nước mênh mông. Các dãy núi như ngập mình trong biển nước và bị cô lập thành các đảo nhỏ xanh. Làng nổi Kênh Gà trong tương lai có thể là điểm du lịch sinh thái, nghỉ dưỡng nổi tiếng của Ninh Bình

### Động Vân Trình

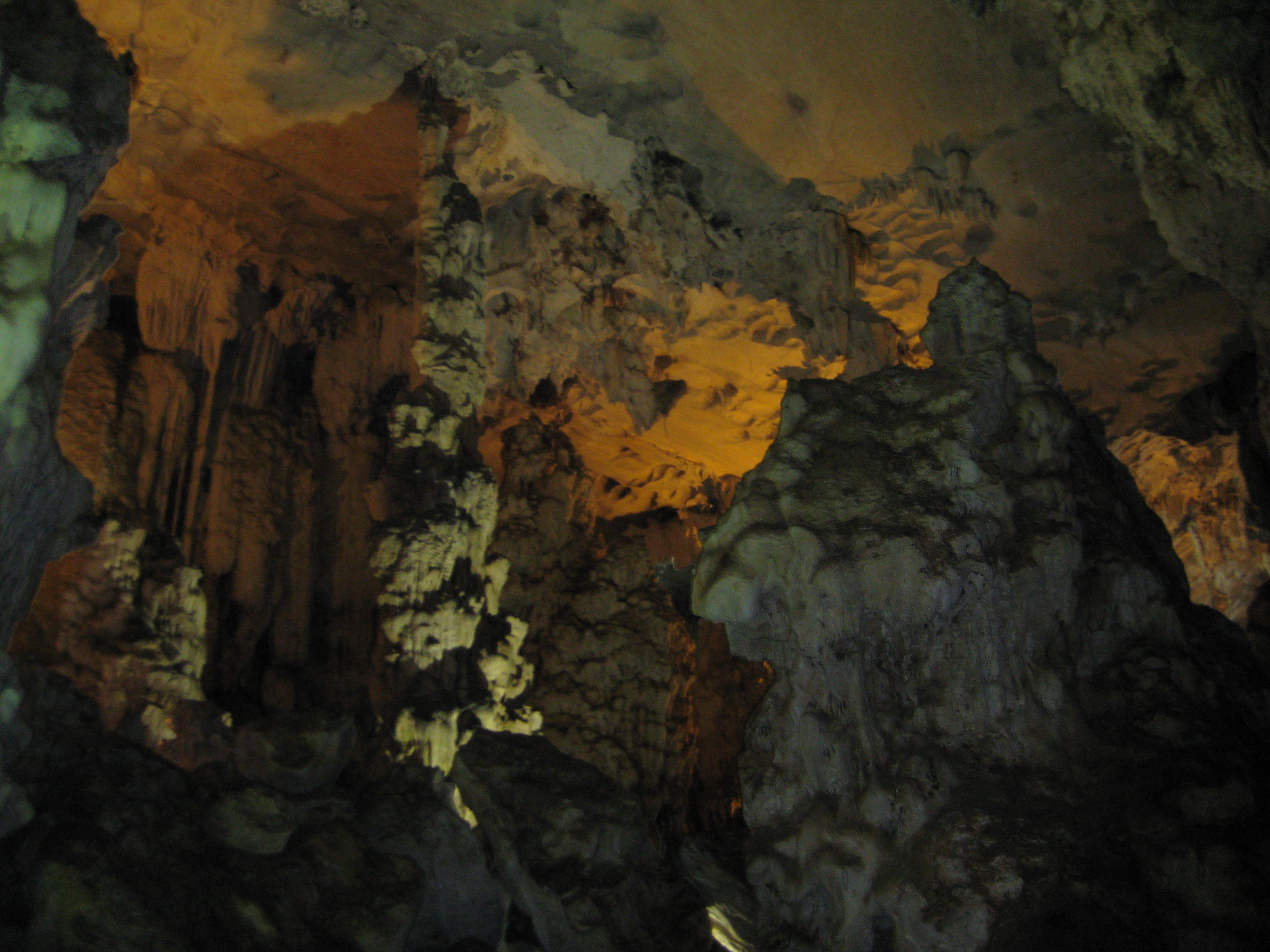
Nhũ đá lấp lánh trong động Vân Trình

Động Vân Trình là một động lớn có thể xếp vào loại đẹp nhất ở Ninh Bình. Động nằm trong núi Mõ thuộc xã Thượng Hòa, huyện Nho Quan. Động nằm trong một quả núi cao hơn trăm mét. Cửa vào động ở lưng chừng núi, cao khoảng 40 m so với mặt đất. Du khách theo tour du lịch vào thăm động sẽ đi bằng thuyền từ bến sông Hoàng Long. Từ thành phố Hoa Lư có thể đi đến động theo trục đường đại lộ Tràng An từ hồ Kỳ Lân qua khu du lịch sinh thái Tràng An, chùa Bái Đính tới đê Hữu sông Hoàng Long kéo dài tới động.
Diện tích của động Vân Trình rất lớn, khoảng trên 4000 m². Vòm động chỗ cao nhất trên 100 m, sàn động có nhiều vân hoa độc đáo. Sâu vào trong động là giếng Rồng có nước tuôn từ dưới lên. Trong động có nhiều nhũ đá lấp lánh với nhiều hình dáng, màu sắc khác nhau. Không khí trong động tương đối thoáng mát và dễ chịu. Giá trị tâm linh hơn cả ở động Vân Trình là thạch nhũ bằng đá nhô lên hình "của quý" của người đàn ông, nằm đối diện với một lỗ nhỏ gọi là "cửa sinh". Những người hiếm muộn về đường con cái thường sờ tay vào và chui qua cửa đó để cầu may.
Đã có thời gian dài hơn 100 năm cửa động bị vùi lấp (còn gọi là hang Lấp), vì vậy động Vân Trình không có nhiều dấu tích của các danh sĩ để lại nhưng từ năm 2001 được mở và là một điểm đến rất hấp dẫn để các du khách trong và ngoài nước đến tham quan tìm hiểu.

### Động Nham Hao
Động Nham Hao hay động Ngọc Cao là một hang động ướt có chiều dài kỷ lục ở Ninh Bình mới được phát hiện, được xem là một hang động thuộc loại đẹp nhất miền Bắc. Hang động có chiều dài khoảng 3 km nằm dưới lòng núi. Động Nham Hao là thạch động mới được người dân phát hiện cách đây không lâu, vẫn còn khá hoang sơ và kỳ bí. Hang có nhiều động lớn ước độ dài khoảng 3 km nằm sâu trong lòng núi và có nước do đó mà hàng trăm năm qua người dân ít ai biết đến sự bí ẩn của nó. Hiện nay ngành du lịch Ninh Bình đang tìm lại một số nguồn tài liệu có ghi chép lại những sự tích và một số câu chuyện còn tương truyền trong dân gian và khảo sát đầu tư để đưa động Nham Hao vào khai thác phát triển du lịch.

## Khu du lịch giải trí

### Sân golf Kênh Gà
Sân Golf Kênh Gà gồm có 72 lỗ với tổng diện tích khoảng gần 2.900 ha. Với tổng mức đầu tư trên 30.000 tỷ đồng. Nằm trong khu phức hợp du lịch với nhiều hạng mục: Tham quan và nghỉ dưỡng Resort Khách sạn 5 sao, sân golf thi đấu. Sân Golf Kênh Gà golf được đầu tư có cảnh quan và công trình kiến trúc nhân tạo đạt giá trị đặc biệt, với hệ thống hạ tầng dịch vụ hiện đại, đa dạng các sản phẩm dịch vụ.

## Hình ảnh

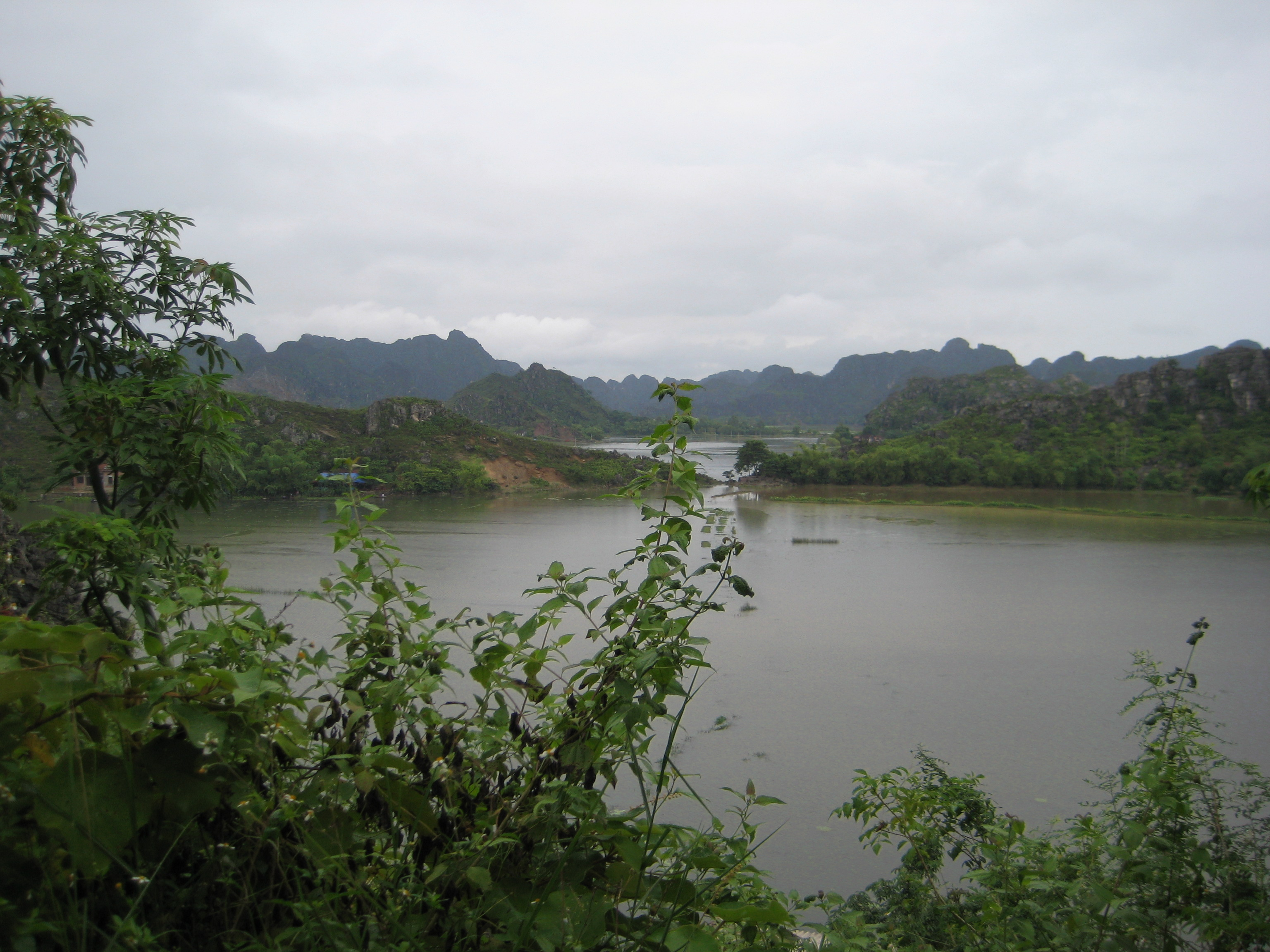
Bên ngoài động
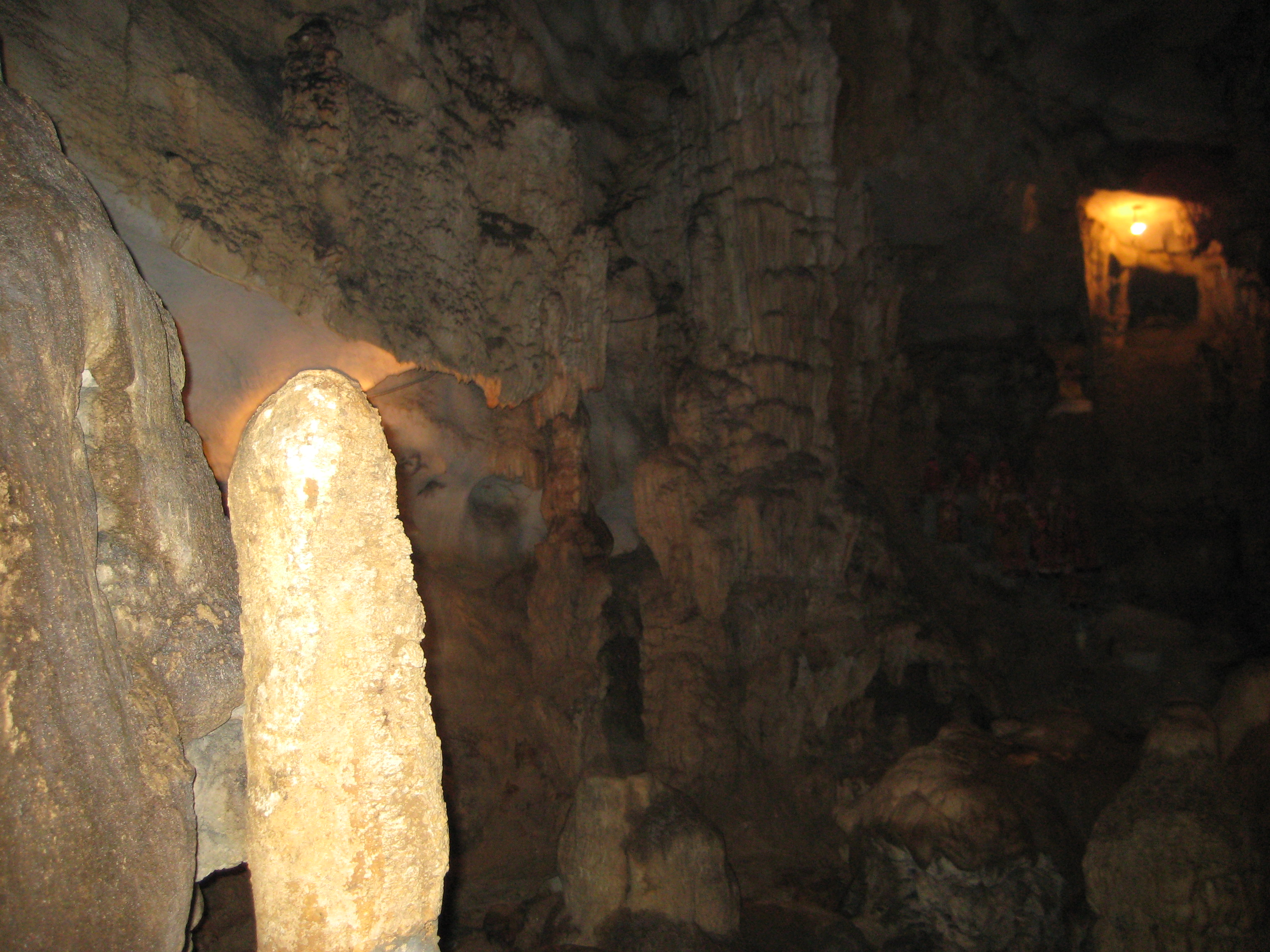
Nhũ đá tự nhiên
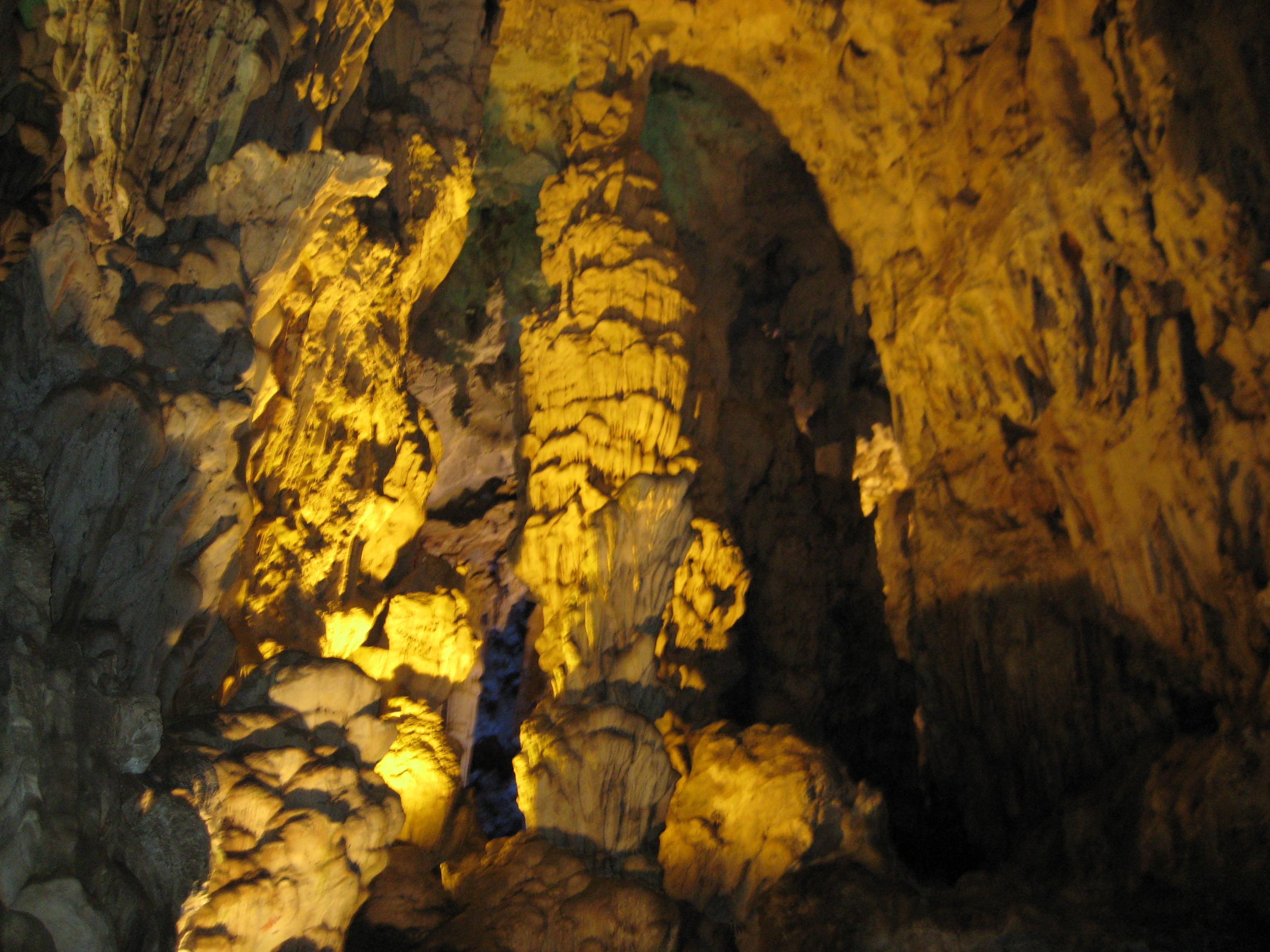
Dưới ánh điện
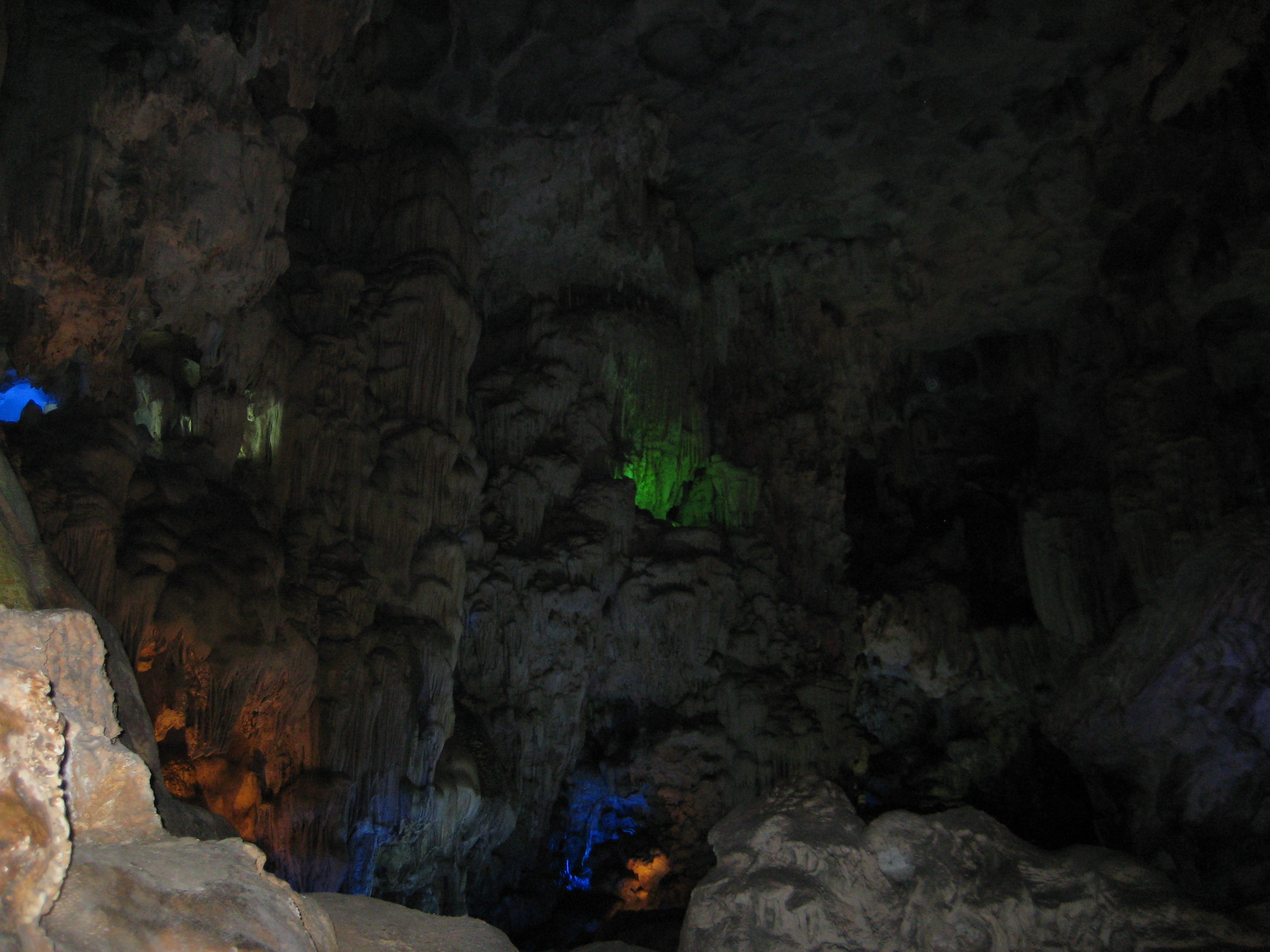
Từ một ngách động

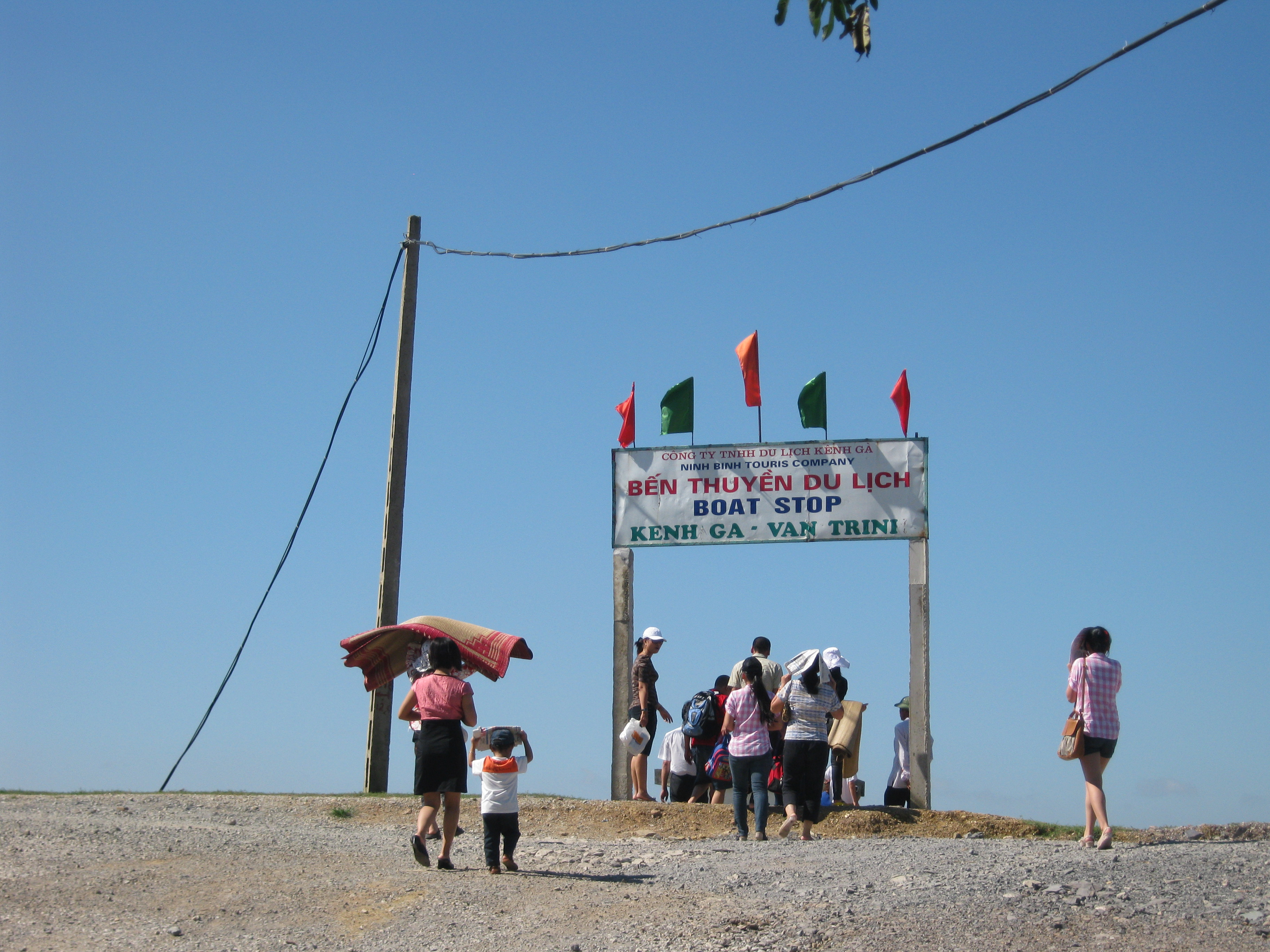
suối nước nóng Kênh Gà
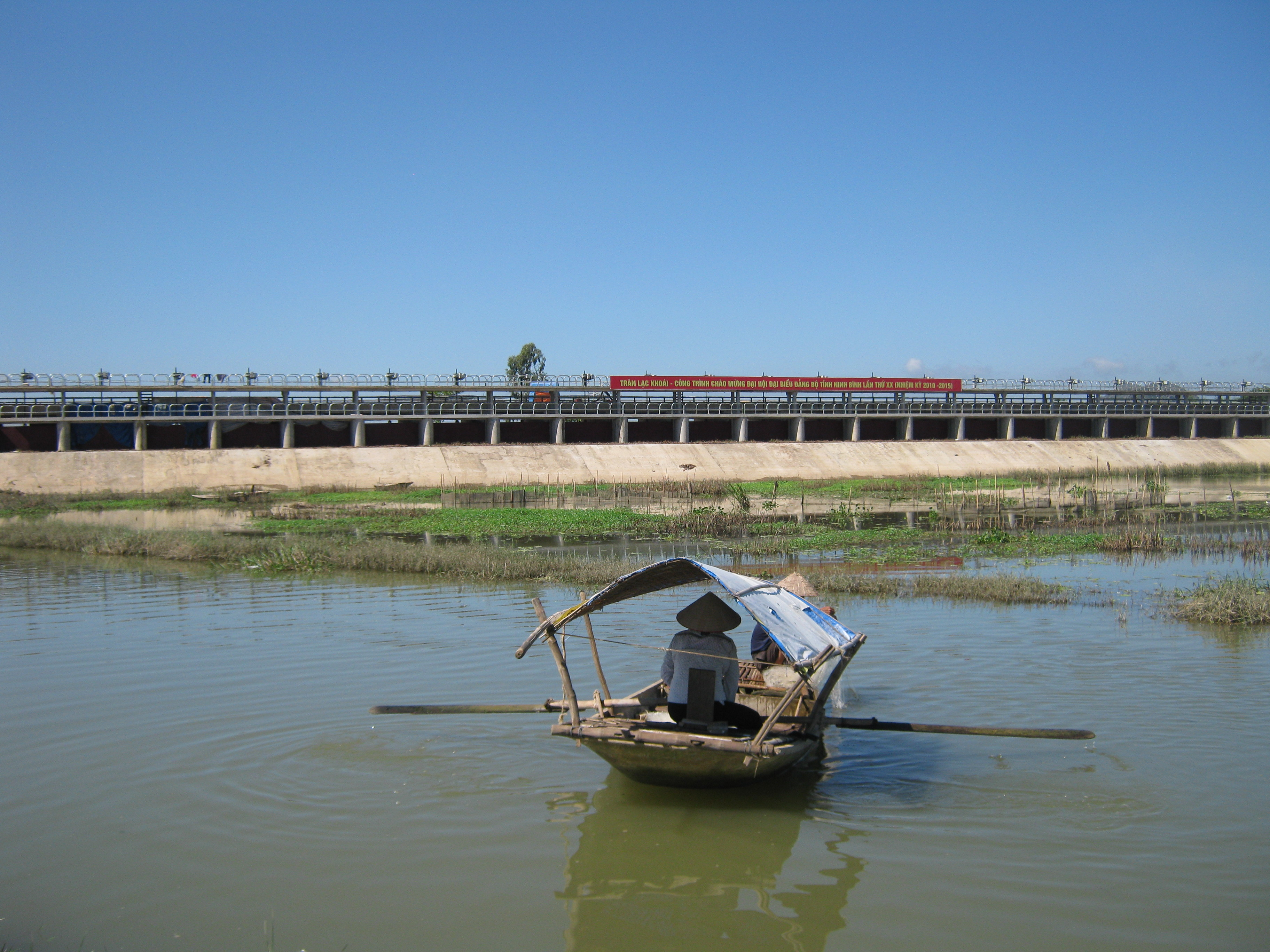
đập tràn lạc khoái
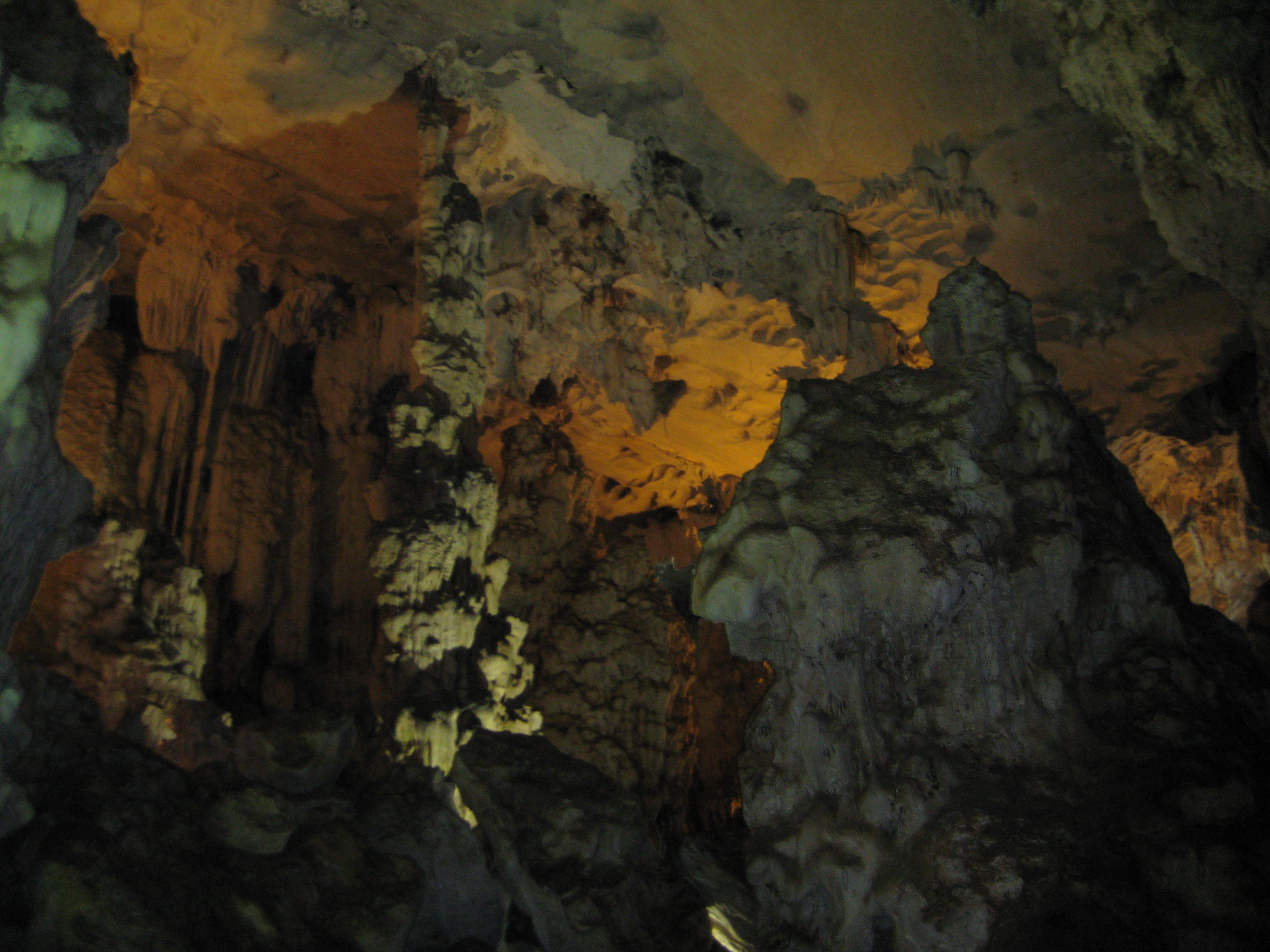
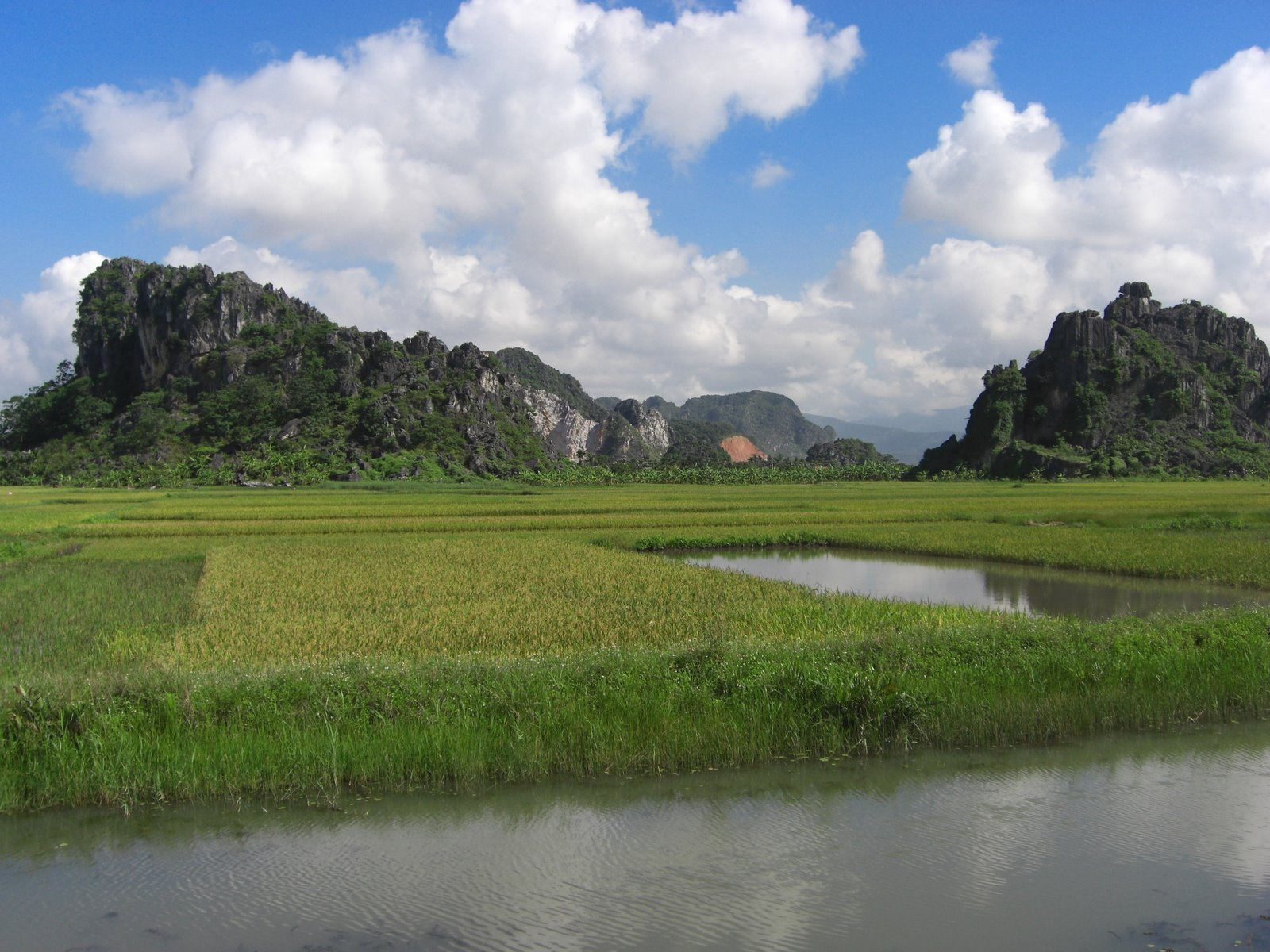

## Thông tin du lịch
Từ thành phố Hoa Lư du khách ngược lên phía Bắc 10 km theo Quốc lộ 1 hướng đi Hà Nội, đến ngã ba Gián Khẩu, rẽ trái theo đường đi Nho Quan - Cúc Phương đến thị trấn Thịnh Vượng, rẽ trái đi 2,5 km là đến trung tâm du khách của khu du lịch Kênh Gà - Vân Trình.